# هیلمن هانتر

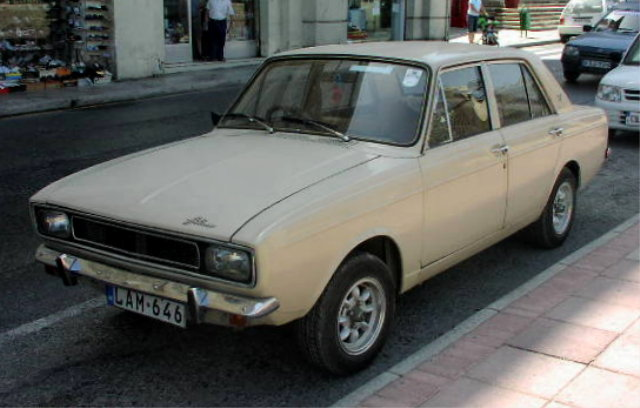
هیلمن هانتر GT نمای جلویی

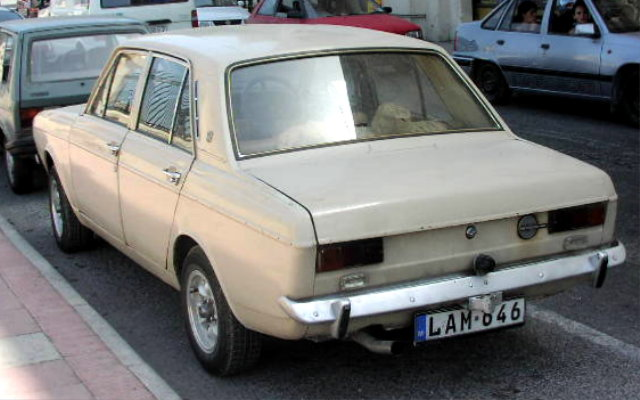
هیلمن هانتر GT نمای پشتی

هیلمن هانتر یا آرو (arrow به معنی پیکان) یک خودرو انگلیسی است که در انگلستان در بین سال‌های ۱۹۶۶ تا ۱۹۷۹ به مدت ۱۳ سال تولید شد. هیلمن هانتر در شرکت تالبوت که زیرمجموعه کارخانجات روتس در ریتون و سپس لین وود انگلستان ساخته شد. این خودرو در ایران با نام پیکان تولید می‌شد. پیکان تولیدی در سال ۱۹۶۷ میلادی، شمای کاملی از خودروی هیلمن هانتر مدل‌های دهه ۶۰ میلادی داشت. در سال ۱۹۷۹ تمام حق و حقوق تولید این خودرو به ایران فروخته شد.
این خودرو، با آنچه در ایران به هیلمن معروف است تفاوت دارد دو خودروی کاملاً متفاوت هستند. تنها مسئله‌ای که باعث شد در ایران این دو خودرو با هم اشتباه شوند انتخاب موتور آونجر ۱۶۰۰ جهت ساخت قطعاتی از موتور پیکان یا همان هیلمن هانتر در ایران بود. 

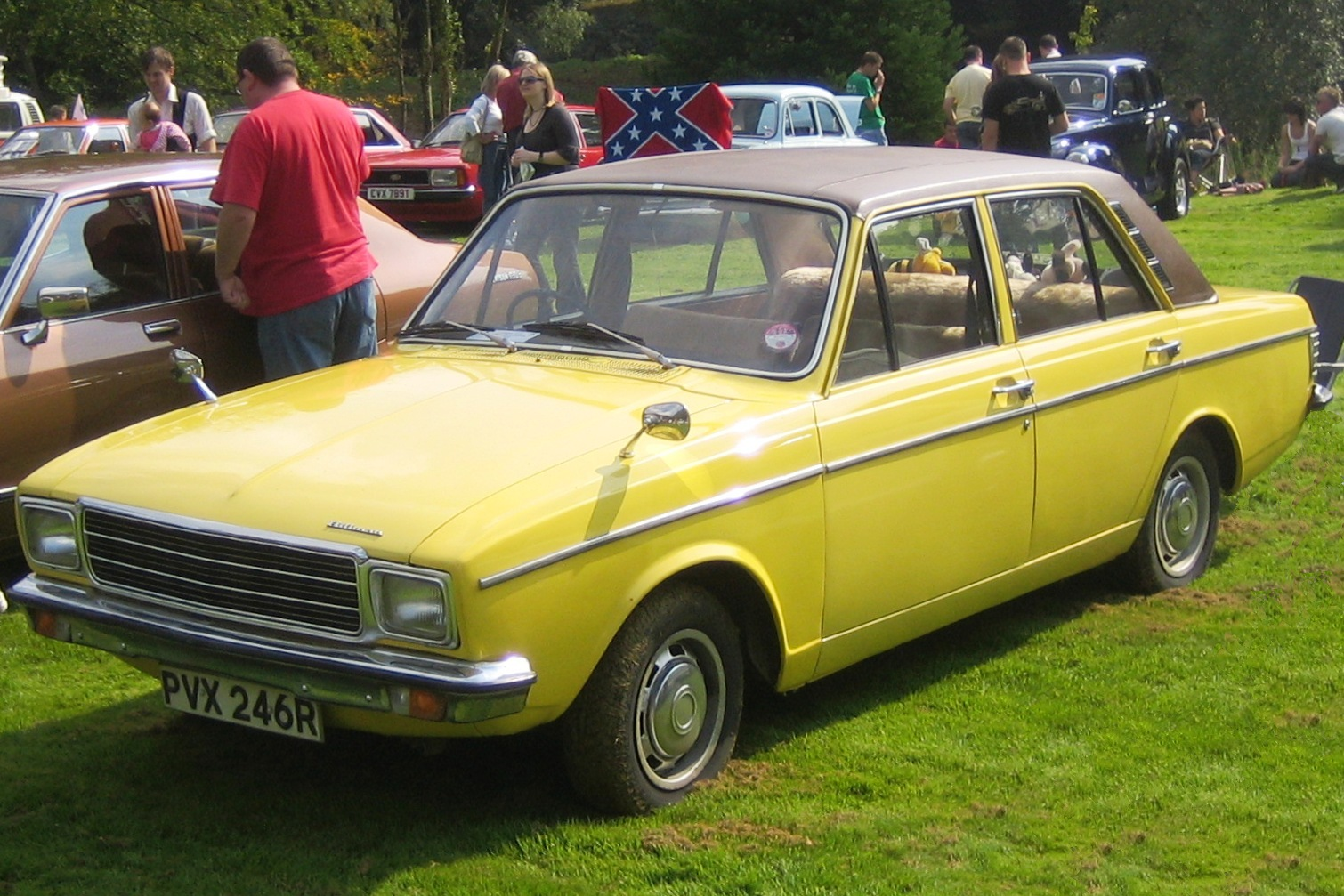
هیلمن هانتر مدل ۱۹۷۵، با سقف چرمی